# Elkhart, Indiana
Elkhart är en stad i Elkhart County i delstaten Indiana, USA med 51 874 invånare (2000).